# Desmodium tenuipes
Desmodium tenuipes är en ärtväxtart som först beskrevs av Sidney Fay Blake, och fick sitt nu gällande namn av Bernice Giduz Schubert. Desmodium tenuipes ingår i släktet Desmodium och familjen ärtväxter. Inga underarter finns listade i Catalogue of Life.